# Adolph Leonhardt

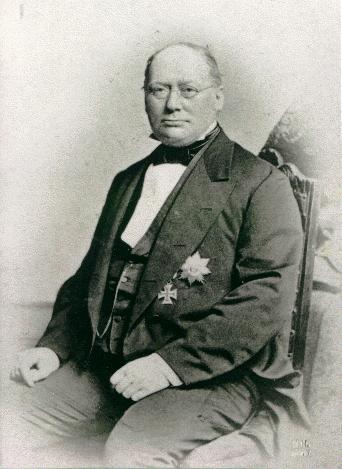
Adolph Leonhardt.

Gerhard Adolph Wilhelm Leonhardt, född 6 juni 1815 i Hannover, död där 7 maj 1880, var en tysk jurist och politiker.
Leonhardt blev 1865 hannoversk justitieminister, kallades 1867 till förste president i den i Berlin för de nya provinserna upprättade högsta domstolen (Oberappellationsgericht) samt blev samma år "kronsyndikus", ledamot av herrehuset och  i december preussisk justitieminister. 
Såsom ordförande i förbundsrådets lagutskott tog Leonhardt verksamt del i införandet av den nya strafflagen för Tyska riket. Under hans ledning utarbetades även förslag till ny rättsförfattning, straff- och civilprocess, vilkas genomförande blev ett viktigt steg till kejsardömets verkliga enhet. Han fick av hälsoskäl avsked 1879.